# Eumerus dux
Eumerus dux är en tvåvingeart som beskrevs av Violovitsh 1981. Eumerus dux ingår i släktet månblomflugor, och familjen blomflugor.
Artens utbredningsområde är Primorye. Inga underarter finns listade i Catalogue of Life.